# Titanopsis calcarea
Espèce
Classification APG II (2003)
La Titanopsis calcarea est une espèce appartenant à la famille des Aizoaceae.

## Culture
Elle supporte de très forts gels, jusqu'à -15 °C voire en dessous.
La culture en extérieur est aisée dans les régions froides, à condition d'être à l'abri de la pluie. Arroser modérément en été. Le vent qui assèche rapidement le substrat est un atout supplémentaire. Si ces conditions sont respectées, la floraison apparait annuellement. La culture en appartement est plus difficile, car le manque de soleil combiné avec un excès d'humidité peut lui être fatale.